# Auguste Aquaron
Auguste Aquaron, né le 20 août 1904 à Istres et mort le 21 février 2001 à Marseille, est un footballeur français, gaucher, évoluant au poste d'inter, c'est-à-dire de milieu de terrain.

## Biographie
Aquaron évolue d'abord à la Société sportive istréenne de 1926 à 1927 avant de porter le maillot de l'Olympique de Marseille de 1927 à 1932 où il remporte le Championnat de France amateur de football 1928-1929. Il finit sa carrière de joueur à la SSI, club de ses débuts, de 1932 à 1934.
De 1934 à 1939 il entraîne l’équipe première de l’EDF. Puis, après un intervalle dû à la guerre, Auguste reprend sa carrière d’entraîneur en 1944 : on lui confie l’équipe première du Stade Université Club, qu’il fait remonter en division d’honneur et qui gagne plusieurs années de suite la coupe de Provence. Enfin, il devient entraîneur à l’UFC 7e SMUC, poste qu’il occupe jusqu’à l’âge très avancé de 85 ans, entraînant successivement l’équipe première, la réserve, les minimes et enfin les poussins.
Le 18 février 1996, au milieu d’une trentaine d’anciennes stars de l’OM, Auguste, dont la seule véritable gloire est alors d’être le doyen des joueurs de ce club, a laissé dans le béton frais l’empreinte de son pied gauche, que l’on peut désormais voir au musée de l’OM. Son empreinte a d’ailleurs ceci de particulier qu’elle est moins nette que les autres : il avait gardé sa chaussette !
Auguste meurt à Marseille le 21 février 2001. Il est inhumé à Istres.